# Conspiración del Duque de Híjar
Conspiración del duque de Híjar o Conspiración de Aragón, son denominaciones historiográficas para la conspiración contra la autoridad de Felipe IV de la que fue acusado en 1648 don Rodrigo de Silva Mendoza y Sarmiento, duque consorte de Híjar, interpretada como un intento secesionista por el que pretendería instaurar una monarquía independiente en el Reino de Aragón. Guarda cierta similitud con la conspiración del Duque de Medina Sidonia en Andalucía (1641), y como ésta se suele incluir en las dificultades del crítico periodo denominado crisis de 1640, junto con otros movimientos de mayor entidad.

## Antecedentes
A mediados del siglo XVII, el malestar en la monarquía hispánica era general a causa de las continuas guerras que hicieron aumentar la presión fiscal así como las levas de soldados tanto en Castilla como en los demás reinos periféricos, en muchos casos en contra de los fueros y privilegios locales.
El estallido definitivo se producía en el año 1640, con las rebeliones secesionistas de Cataluña y Portugal, a las que habría que sumar el también intento secesionista del duque de Medina Sidonia en Andalucía en 1641 y las revueltas palermitana y napolitana de 1647, ambas motivadas por la carestía de alimentos a causa de los elevados tributos.

## La conspiración
El agotamiento a causa de la guerra, la creciente debilidad política del reino, así como la prolongada presión fiscal y servicio de hombres, en un Aragón implicado directamente en la Guerra de Cataluña (1640-1652), pudieron crear en Aragón un clima de cierta predisposición hacia la rebelión, pero la realidad fue que la actitud del reino, al descubrirse el intento de don Rodrigo Sarmiento de Silva, duque consorte de Híjar, y los demás cómplices (Carlos de Padilla, su hermano Juan, Pedro de Silva y Domingo Cabral), fue de repulsa hacia la misma y de fidelidad al rey.
Los supuestos objetivos de la conspiración se hallaban escalonados:
- En un primer momento se intentaría que el duque de Híjar sustituyera a don Luis de Haro como valido de Felipe IV.

- En caso de fallar tal intento, se procuraría la entronización de Híjar como rey de Aragón, para lo cual se contaría con la ayuda del rey de Francia quien, a modo de recompensa, recibiría la Navarra española, el Rosellón y la Cerdaña, consintiéndose, de igual forma, la separación de Cataluña excluyendo Tortosa y Lérida que pasarían a formar parte del reino de Aragón. Con el dinero obtenido por venta de Galicia a Juan IV de Portugal, se intentaría comprar al ejército real de Cataluña que, uniéndose a Aragón, atacarían a Castilla. En los utópicos planes de los conjurados se pensaba, incluso, en raptar a la infanta María Teresa.

Sin embargo, los aragoneses, fieles a la monarquía, no miraban al duque de Híjar con demasiada simpatía, respondiendo a la intentona secesionista con notorio desinterés, como se pone de manifiesto en la actitud mantenida por el reino en la guerra de Cataluña.

## El fin de la conspiración: responsabilidades y castigos
Un criado de Carlos Padilla, llamado Barry, delató a los conspiradores, que tendrían un final desastroso. Con el proceso instruido por un tribunal, cuyo presidente era don Pedro de Amezqueta, se probó cómo don Carlos de Padilla se había comprometido a pedir ayuda a Francia, mediante una conferencia directa con Mazzarino. El motivo del viaje a Francia, ante los ojos de don Luis de Haro, primer ministro de Felipe IV, se ocultaría bajo el pretexto de obtener el apoyo del general Condé, para conseguir así una paz ventajosa para España, habiendo presentado previamente a don Luis una falsa carta de cierto confidente del general francés. Por su parte, Domingo Cabral se desplazaría a Portugal para conseguir el apoyo económico de Juan IV, con la treta de descubrir una supuesta trama portuguesa para apoderarse de Cádiz.
Así, descubiertos con prontitud, Pedro de Silva y Carlos Padilla, fueron ejecutados en la Plaza Mayor de Madrid el 5 de diciembre de 1648, cuando Cabral había ya muerto en prisión. Al duque de Híjar, que nunca confesó su participación en la conspiración, le fueron confiscados todos sus bienes y fue condenado a prisión perpetua, muriendo después de quince años en la cárcel de León.